# Szerb költők, írók listája
Az alábbi lista a szerb nyelven alkotó jelentősebb drámaírók, költők, prózaírók és esszéisták névsorát tartalmazza, az eligazodást megkönnyítő alapvető adatokkal. Az akadémiai helyesírási szabályozásnak megfelelően a betűrendbe soroláskor a mellékjeles szerb latinicabetűket mellékjel nélküli párjaikkal együtt kezeltük (például c, č, ć). Az alábbi lista forrásául és kontrolljául a különböző (angol, német, francia, horvát, szerb) wikipédiák szócikkei szolgáltak.
| Ábécé szerinti tartalomjegyzék                      |
| --------------------------------------------------- |
| A B C D E F G H I J K L M N O P Q R S T U V W X Y Z |

A

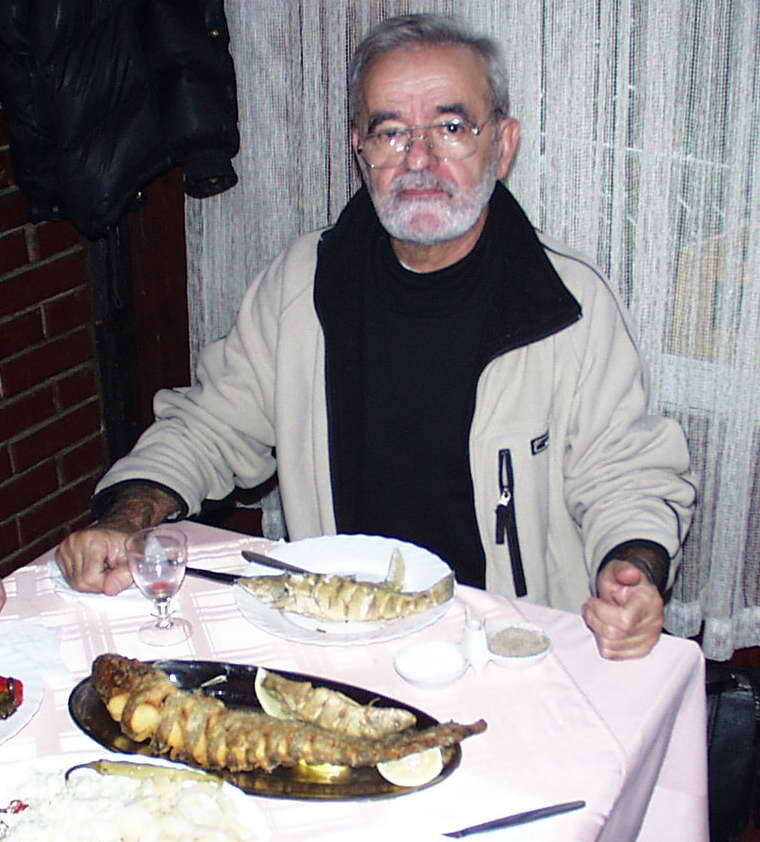
Sava Babić

- Abrašević, Kosta (1879–1898) költő
- Albahari, David (1948) író
- Andrić, Ivo (1892–1975) író
- Antić, Miroslav Mika (1932–1986) költő
- Antonić, Voja (1952) író
- Arsenijević, Vladimir (1965) író

B
- Babić, Sava (1934) író, költő
- Balašević, Đorđe (1953) költő
- Ban, Matija (1818–1903) költő, drámaíró
- Baranin, Dušan (1903-1978) író, publicista, tanár
- Basara, Svetislav (1953) író, esszéista
- Bećković, Matija (1939) író, költő
- Belaćević, Radomir (1929–2005) író, forgatókönyvíró
- Bjelanović, Sava (1850–1897) író
- Bjelica, Isidora (1967) író
- Bognar, Zoran (1965) költő, író
- Bulatović, Miodrag (1930–1991) író, drámaíró

C, Č, Ć
- Celan, Kaca (1956) drámaíró
- Ćipiko, Ivo (1869–1923) író
- Ćirić, Zoran (1962) költő, író
- Ćirilov, Jovan (1931–2014) drámaíró
- Ćopić, Branko (1915–1984) író
- Ćosić, Bora (1932) író
- Ćosić, Dobrica (1921–2014) író
- Crnjanski, Miloš (1893–1977) költő, író

D, Đ
- Danojlić, Milovan (1937) író, költő
- Davičo, Oskar (1909–1989) író, költő
- Davidović, Dimitrije (1789–1838) író
- Desnica, Vladan (1905–1967) író
- Đikić, Osman (1879–1912) költő, drámaíró
- Đilas, Milovan (1911–1995) író
- Dis, Vladislav Petković (1880–1917) költő
- Domanović, Radoje (1873–1908) író
- Đorđević, Jovan (1826–1900) költő
- Jovan Atanasija Došenović (?–1811/14 körül) lelkész, költő
- Dragić, Predrag (1945) író, esszéista, drámaíró
- Drašković, Vuk (1946) író
- Dučić, Jovan (1871–1943) költő, író
- Dujmov Dragomir (1963) költő, író
- Đurić, Rajko (1947–2020) író

G
- Glišić, Milovan (1847–1908) író, drámaíró
- Gojkov, Dušan (1965) író, drámaíró
- Grujić, Nikanor (1810–1887) költő

I
- Ignjatović, Jakov (1822–1899) magyarországi szerb író
- Miodrag Ilic (1934) író, drámaíró
- Ilić, Vojislav (1862–1894) költő

J
- Jakšić, Đura (1832–1878) költő, író, drámaíró
- Emanuel Janković (1758–1792) nyomdász, könyvkereskedő, író

K
- Karadžić, Radovan (1945) politikus, költő
- Kažić, Mihajlo (1960) író
- Kiš, Danilo (1935–1989) költő, író
- Kočić, Petar (1877–1916) író
- Koš, Erih (1913–2010) író
- Kostić, Laza (1841–1909) költő, író
- Kovač, Mirko (1938–2013) író
- Kovačević, Dušan (1948) drámaíró, forgatókönyvíró
- Gavrilo Kovačević (1765–1832) költő
- Krasni, Zlatko (1951) költő

L
- Lalić, Mihailo (1914–1992) montenegrói szerb író
- Lazarević, Laza (1851–1891) író
- Lazarević, Stefan (1374–1427) költő
- Lazić, Petar (1960) író
- Lazović, Vladimir (1954) író
- Ljubiša, Stjepan Mitrov (1824–1878) montenegrói szerb író
- Lukić, Dragan (1928–2006) író, költő

M
- Maksimović, Desanka (1898–1993) költő
- Marković, Predrag (1955) író
- Martinović, Savo (1935) író
- Matavulj, Simo (1852–1908) író
- Matić, Dušan (1898–1980) költő
- Mihailović, Dragoslav (1930–2023) író
- Milišić, Milan (1941–1991) költő, drámaíró
- Milošević, Petar (1952) költő, író, irodalmár
- Miljković, Branko (1934–1961) költő
- Milošević, Nikola (1929–2007) író
- Milutinović, Sima (1791–1848) költő
- Mitrinović, Dimitrije (1887–1953) költő
- Moravčević, Nikola (1935) író
- Mušicki, Lukijan (1777–1837) magyarországi szerb író, költő

N
- Naumović, Nada (1858–1902) író
- Nušić, Branislav (1864–1938) drámaíró, író, esszéista

O
- Ognjenović, Vida (1941) író, drámaíró

P
- Pandurović, Sima (1883–1960) költő
- Pavić, Milorad (1929-2009) író, költő
- Pavlović, Miodrag (1928–2014) költő
- Pavlović, Živojin (1933–1998) író
- Pavlović-Barili, Milena (1909–1945) költő
- Pekić, Borislav (1930–1992) író
- Petrović, Goran (1961–2024) író
- Petrović, Nenad (1925–2014) író
- Petrović, Uroš (1967) író
- Petrović, Veljko (1884–1967) író, költő
- Petrović-Njegoš, Mirko (1820–1867) montenegrói szerb költő
- Petrović-Njegoš, Petar (1813–1851) montenegrói szerb költő, író
- Popa, Vasko (1922–1991) költő
- Popović, Jovan Sterija (1806–1856) drámaíró, író
- Prokić, Nenad (1954) drámaíró
- Pucić, Medo (1821–1882) horvátországi szerb költő, író

R
- Radičević, Branko (1824–1853) költő
- Radoman, Vladan (1936) író
- Radović, Dušan (1922–1984) költő, forgatókönyvíró
- Rakić, Milan (1876–1938) költő
- Rakitić, Slobodan (1940) költő, író
- Ranković, Svetolik (1863–1899) író
- Ras, Eva (1941) író

S, Š
- Šantić, Aleksa (1868–1924) boszniai szerb költő
- Sava, Sveti (magyarul Szent Száva; 1175–1235) költő
- Sekulić, Isidora (1877–1958) író, esszéista
- Selimović, Mehmedalija (1910–1982) boszniai szerb író
- Simić, Čarls (1938) amerikai szerb költő
- Simović, Ljubomir (1935) költő, drámaíró
- Srbljanović, Biljana (1970) drámaíró
- Sremac, Stevan (1855–1906) író
- Stanković, Borisav (1876–1927) író
- Stanojević, Ilija (1859–1930) drámaíró
- Stepanović, Predrag (1942–2022) író
- Stojadinović-Srpkinja, Milica (1830–1878) költő
- Sundečić, Jovan (1825–1900) montenegrói szerb költő

T
- Tadić, Novica (1949) költő
- Tešanović, Jasmina (1954) író
- Tešić, Stojan (angolul Steve Tesich; 1942–1996) amerikai szerb író, forgatókönyvíró
- Tešin, Srđan (1971) író
- Tišma, Aleksandar (1924–2003) író
- Trailović, Mira (1924–1989) drámaíró
- Trifković, Kosta (1843–1875) író
- Trifunović, Duško (1933–2006) költő, író

V
- Veličković, Vukša (1979) író
- Velikić, Dragan (1953) író, esszéista
- Velmar-Janković, Svetlana (1933–2014) író, esszéista
- Vidojković, Marko (1975) író
- Vinaver, Stanislav (1891–1955) író
- Višnjić, Filip (1767–1834) költő
- Višnjić, Miroslav Josić (1946) író
- Vujčić, Prvoslav (1960) író, költő
- Vujić, Joakim (1772–1847) drámaíró, író
- Vuksanović, Slobodan (1965) költő, esszéista

Z, Ž
- Zelić, Pavle (1979) író
- Živković, Zoran (1948) író, esszéista
- Zmaj, Jovan Jovanović (1833–1904) költő